# Dalea cuatrecasasii
Dalea cuatrecasasii är en ärtväxtart som beskrevs av Rupert Charles Barneby. Dalea cuatrecasasii ingår i släktet Dalea, och familjen ärtväxter. Inga underarter finns listade i Catalogue of Life.